# جائزة أوروبا الكبرى 2009
جائزة أوروبا الكبرى 2009 هو سباق فورمولا 1 أقيم بتاريخ 23 أغسطس 2009 في حلبة شوارع فالنسيا، بلنسية، إسبانيا. كان الحادي عشر من أصل 17 في بطولة العالم لسباقات الفورمولا واحد موسم 2009. حلّ البرازيلي روبنز باركيلو أولا بينما جاء لويس هاملتون في المركز الثاني وحصل على المركز الثالث الفنلندي كيمي رايكونن.